# Jerzy Ciechanowiecki
Jerzy Stanisław Ciechanowiecki herbu Dąbrowa (ur. 2 kwietnia 1893 w Warszawie, zm. 1 czerwca 1930 w Budapeszcie) – polski arystokrata, dyplomata Imperium Rosyjskiego i II Rzeczypospolitej.

## Życiorys
Jedyny syn hr. Władysława i Mary Louisy Kimens herbu własnego. Z powodu słabego zdrowia jako dziecko pobierał nauki domowe prowadzone przez guwernantki, później chodził do szkoły w Dreźnie i ukończył elitarne Cesarskie Liceum Aleksandrowskiego w Petersburgu w 1914. Pracował przez rok w kancelarii carskiej, po czym został zatrudniony w Ministerstwie Spraw Zagranicznych. Znał język polski, rosyjski, francuski, niemiecki, angielski i włoski. Od 1916 był attaché ambasady rosyjskiej w Londynie aż do likwidacji tej placówki. W 1918 przeniósł się do Paryża i zaangażował w działalność Komitetu Narodowego Polskiego jako kierownik sekcji szyfru przy sekretarzu generalnym. Od 1919 był attaché poselstwa polskiego w Paryżu w randze sekretarza legacyjnego II klasy, od 1923 był attaché Wydziału Zachodniego MSZ, od lutego 1924 w randze attaché legacyjnego, od sierpnia 1924 – tytularnego sekretarza legacyjnego I klasy, a w lipcu 1924 mianowany na stanowisko sekretarza poselstwa II klasy w Budapeszcie, z tytułem sekretarza poselstwa I klasy. Kilkukrotnie pełnił funkcję chargé d’affaires ad interim polskiego poselstwa na Węgrzech. Zmarł na zawał serca w Hotelu Duna–Palota w Budapeszcie.
Do wybuchu rosyjskiej rewolucji w 1917 posiadał majątki ziemskie przekraczające 13 tys. hektarów.
W 1923 ożenił się z Matyldą (Tilly) Marią z hr. Osiecimskich-Hutten-Czapskich h. Lubicz, z którą miał jednego syna Andrzeja Stanisława, odznaczonego w 1998 Orderem Orła Białego.

## Odznaczenia
- Medal Dziesięciolecia Odzyskanej Niepodległości (1928)
- Krzyż Komandorski Orderu „Krzyż Zasługi” (1928, Węgry)